# HMS Engadine (1911)
O HMS Engadine foi um navio-tênder porta-hidroaviões que serviu na Marinha Real do Reino Unido durante a Primeira Guerra Mundial. Convertido de um navio a vapor de ligação rápida que fazia a travessia do Canal da Mancha com a denominação SS Engadine, ele foi inicialmente equipado com hangares temporários para três hidroaviões para reconhecimento aéreo e missões de bombardeamento no Mar do Norte. O navio participou do Ataque aéreo a Cuxhaven no final de 1914 e, após essa batalha, ele foi submetido a um processo de atualização mais profunda em 1915 que aumentou a sua capacidade para quatro aeronaves. O Engadine foi então transferido para a Esquadra de Cruzadores de Batalha no fim de 1915 e participou da Batalha da Jutlândia em 1916, onde uma de suas aeronaves fez o primeiro voo de reconhecimento de uma aeronave mais pesada que o ar em uma batalha naval. O navio foi transferido para o Mediterrâneo em 1918.
Foi vendido novamente para o comprador original em 1919 e reassumiu a sua função pré-guerra. O Engadine foi vendido em 1933 para uma companhia filipina e foi renomeado como SS Corregidor. Foi afundado com pesada baixa de vidas por uma mina naval em dezembro de 1941, durante a invasão das Filipinas no início da Guerra do Pacífico.

## Descrição
O Engadine tinha comprimento total de 98,5 metros (323 pés), boca de 12,5 metros (41,0 pés) e um calado com 4,2 metros (13,8 pés). Ele tinha um deslocamento de carga profunda de 2 590 toneladas (5 710 000 libras) e tinha tonelagem bruta de registro de 1,676 TAB. As três turbinas a vapor de condução direta moviam um eixo de tração com uma hélice. Possuía seis caldeiras que supriam as turbinas e devolviam a potência máxima de 13 800 horses power (10 300 quilowatts), suficiente para o navio atingir a velocidade designada de 21,5 nós (39,8 quilômetros por hora) ou 24,7 milhas por hora. O Engadine carregava 400 toneladas (882 000 libras) de carvão, suficiente para dar a ele um alcance de 1 250 milhas náuticas (2 320 quilômetros) a uma velocidade constante de 15 nós (27,8 quilômetros por hora) ou 17 milhas por hora.